# Glaciation saalienne
Ne doit pas être confondu avec Saliens.
Interglaciaire Mindel-Riss Interglaciaire eémien
Paléogéographie et climat
La glaciation saalienne (Saale-Eiszeit ou Saale-Kaltzeit en allemand) est le nom donné en Europe septentrionale à l'avant-dernière période glaciaire traditionnelle du Pléistocène. Elle a duré de 300 000 à 130 000 ans avant le présent, ce qui correspond aux stades isotopiques 8 à 6 de la chronologie isotopique.

## Historique
Cette période doit son nom à la rivière Saale, en Allemagne.

## Correspondance
Le Saalien est corrélé à la glaciation de Riss dans la nomenclature alpine.